# Fiatal Nacionalisták
A Fiatal Nacionalisták (Junge Nationalisten, röviden: JN; 2018. január 13-ig Fiatal Nemzeti Demokraták) az 1969-ben alapított Die Heimat (2023-ig NPD) jobboldali szélsőséges párt hivatalos ifjúsági szervezete. A Die Heimat alapszabálya szerint a JN a párt „elválaszthatatlan része”.